# Weverson
Weverson Eron Maldonado Saffiotti (Caraguatatuba, 7 de janeiro de 1987 – Itapecerica da Serra, 11 de agosto de 2006), conhecido simplesmente como Weverson, foi um futebolista brasileiro. Começou a carreira do Pequeninos do Jóquei e foi revelado para o futebol profissional pelo São Paulo.
Na temporada 2006, disputava o Campeonato Brasileiro de Futebol na equipe profissional do clube, sendo o quarto goleiro da equipe.
No dia 11 de agosto, Weverson morreu num acidente automobilístico na Rodovia Régis Bittencourt, que também vitimou Natália Lani Sena Manfrim, jogadora de vôlei do Finasa/Osasco. O veículo era dirigido por Bruno Landgraf das Neves, terceiro goleiro do São Paulo FC, que sofreu deslocamento da coluna. O carro ainda tinha como ocupantes Paula Carbonari Gomes do Monte (18 anos) e Clarice Benício Peixoto (19 anos), ambas jogadoras do Osasco. As causas do acidente não foram determinadas.

## Carreira
- 2006 - São Paulo Futebol Clube

## Títulos
- 1999 - Campeão Paulista Série Ouro
- 1999 - Campeão do Torneio de Catanduva
- 2000 - Campeão da Taça São Paulo
- 2000 - Campeão do Torneio Brasil/França
- 2000 - Campeão da Copa Gazeta
- 2000 - Campeão do Torneio de Águas de Lindóia
- 2000 - Campeão do Torneio de Sorocaba
- 2001 - Campeão Lafesp
- 2001 - Campeão D.E.F.E.
- 2002 - Campeão da Copa Kelme
- 2002 - Campeão Paulista Sub-15
- 2002 - Campeão do Sul-Americano de Catamar
- 2003 - Campeão da 1º Copa Interior Paranapanema
- 2001 - Campeão da Helsink Cup (Finlândia)
- 2001 - Campeão da Gotha Cup (Suécia)
- 2001 - Campeão da Dana Cup (Dinamarca)
- 2001 - Campeão da Norway Cup (Noruega)

### Seleção Brasileira
- 2005 - Campeão da Copa Sendai
- 2006 - Campeão da 6ª Copa Internacional do Mediterrâneo (Espanha)